# 西田町鬼生田
西田町鬼生田（にしたまち おにうた）は、福島県郡山市の大字である。郵便番号は963-0921。

## 地理
郡山市北東部の西田地区に属する。東で西田町丹伊田（飛地）、西田町土棚、南で西田町三町目、西で日和田町八丁目、日和田町梅沢、日和田町高倉、北で本宮市糠沢とそれぞれ隣接する。また西側の平野部である字大網周辺の一部が西田町大網として飛び地状に独立している。概ね町村制施行以前の田村郡鬼生田村の流れを汲む地域である。一級水系阿武隈川右岸域と支流の白岩川下流域を主な範囲とする。川沿いや丘陵地に囲まれた谷あいの平地に水田が広がり集落が点在する。中央部の丘陵地には橋梁メーカーの矢田工業をはじめとした工場や物流倉庫が集まる小規模な工業団地が造成されている。西田町三町目に所在する郡山北警察署西田駐在所及び日和田町に所在する郡山消防署日和田分署がそれぞれ管轄にあたる。

### 主な字
字
- 杉内
- 中田
- 里
- 柿平
- 西原
- 山口

- 沢田
- 石堂
- 上川原
- 赤沼
- 廣網
- 大谷地

- 日向
- 八幡
- 大網
- 花畑
- 菅野沢
- 駒屋敷

- 新田
- 中原
- 石畑
- 子産坂
- 阿廣木
- 五反田

- 前田
- 中野
- 町
- 穴沢

### 河川
一級水系阿武隈川水系
- 阿武隈川
  - 前田川
  - 白岩川
  - 仲川

## 歴史
- 1879年1月27日 - 三春藩領鬼生田村が福島県内における郡区町村制の施行により田村郡の村となる。
- 1889年4月1日 - 町村制の施行により鬼生田村が大田村、木村、三町目村と合併し逢隈村が発足する。旧鬼生田村域は逢隈村の大字となる。
- 1955年4月1日 - 逢隈村が高野村と合併し西田村が発足し、西田村の大字となる。
- 1965年8月1日 - 西田村が中田村と共に郡山市に編入され、郡山市の大字となる。

## 世帯数と人口
2024年1月1日現在の世帯数と人口は以下の通りである。
| 大字         | 世帯数  | 人口  |
| ------------ | ------- | ----- |
| 西田町鬼生田 | 351世帯 | 852人 |

## 小・中学校の学区
市立小・中学校に通う場合、学区は以下の通りとなる。
| 番地 | 義務教育学校     |
| ---- | ---------------- |
| 全域 | 郡山市立西田学園 |

## 交通

### 鉄道
- 東北新幹線

### 道路
- 福島県道28号本宮三春線（北西端の大字境をわずかになす）
- 福島県道73号二本松金屋線
- 郡山市道1-43号鬼生田日和田線
  - 鬼生田橋
- 郡山市道1-46号土棚高倉線
  - 阿武隈橋
- 郡山市道1-50号根木屋鬼生田線（郡山東部広域農道）

## 施設
- 郡山市立西田学園
- 中原広場公園
- 矢田工業 本社
- 日軽物流 東北支店福島営業所
- 富久山産業機械講習所
- 町B遺跡
- 八幡神社
- 見渡神社
- 石神社